# Накано (специальный район)

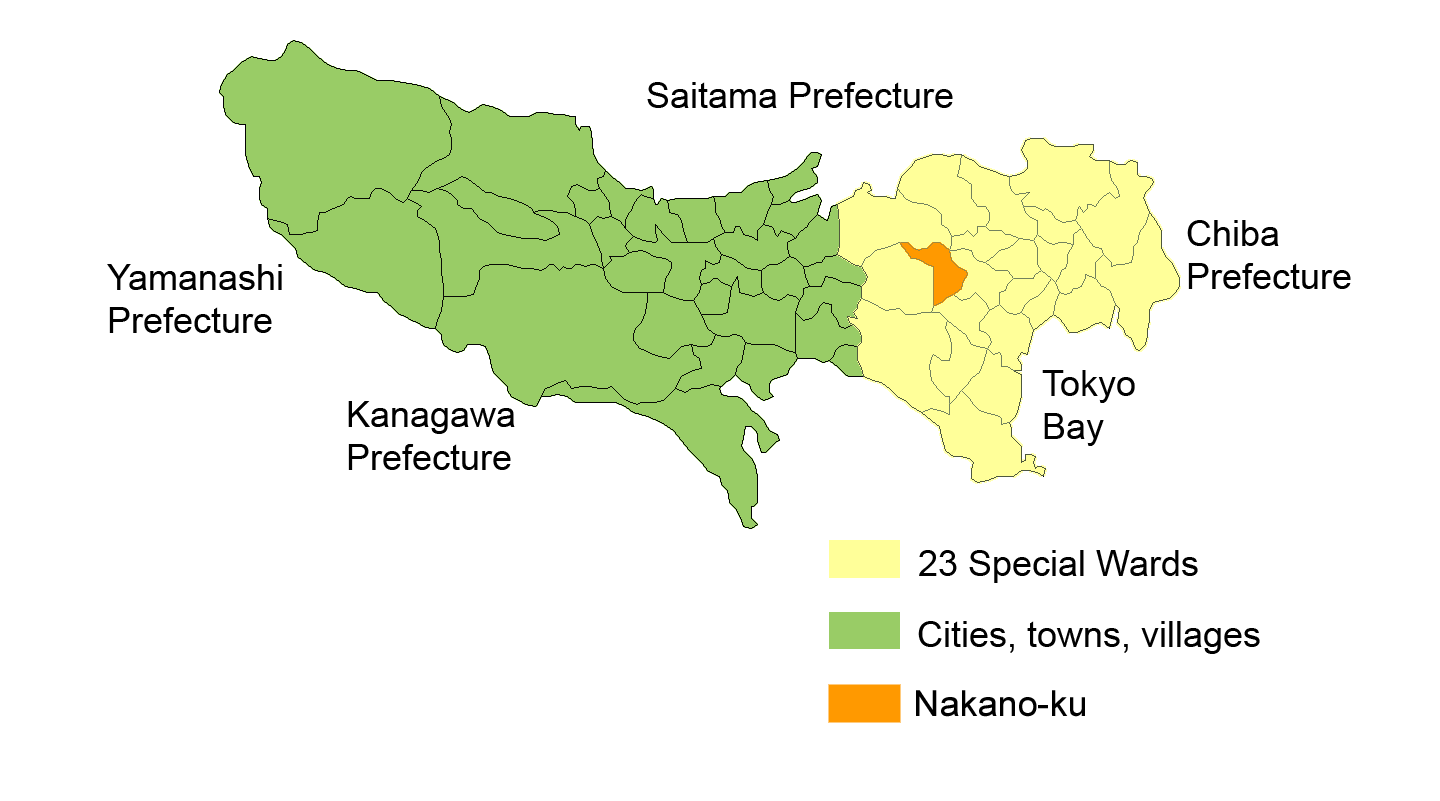
Район Накано на карте

Нака́но (яп. 中野区 Накано-ку) — один из 23 специальных районов Токио.

## География и население
По состоянию на 1 мая 2020 года население Накано составляло 344 004 человека, плотность — 22,066 чел./км². Общая площадь района — 15,59 км².
Накано граничит с другими специальными районами Токио: Нэрима, Сугинами, Сибуя, Синдзюку и Тосима.

## Экономика
В Накано базируются корпорации «Маруи» (сеть универмагов), «Севен Аркс» (анимация). В районе расположены торговые центры и универмаги «Сан Молл», «Накано Бродвей», «Накано Шоппинг Молл» и «Маруи».

## Достопримечательности
- Отель «Накано Сан Плаза» с большим концертным залом
- Храм Хосэндзи

## Галерея

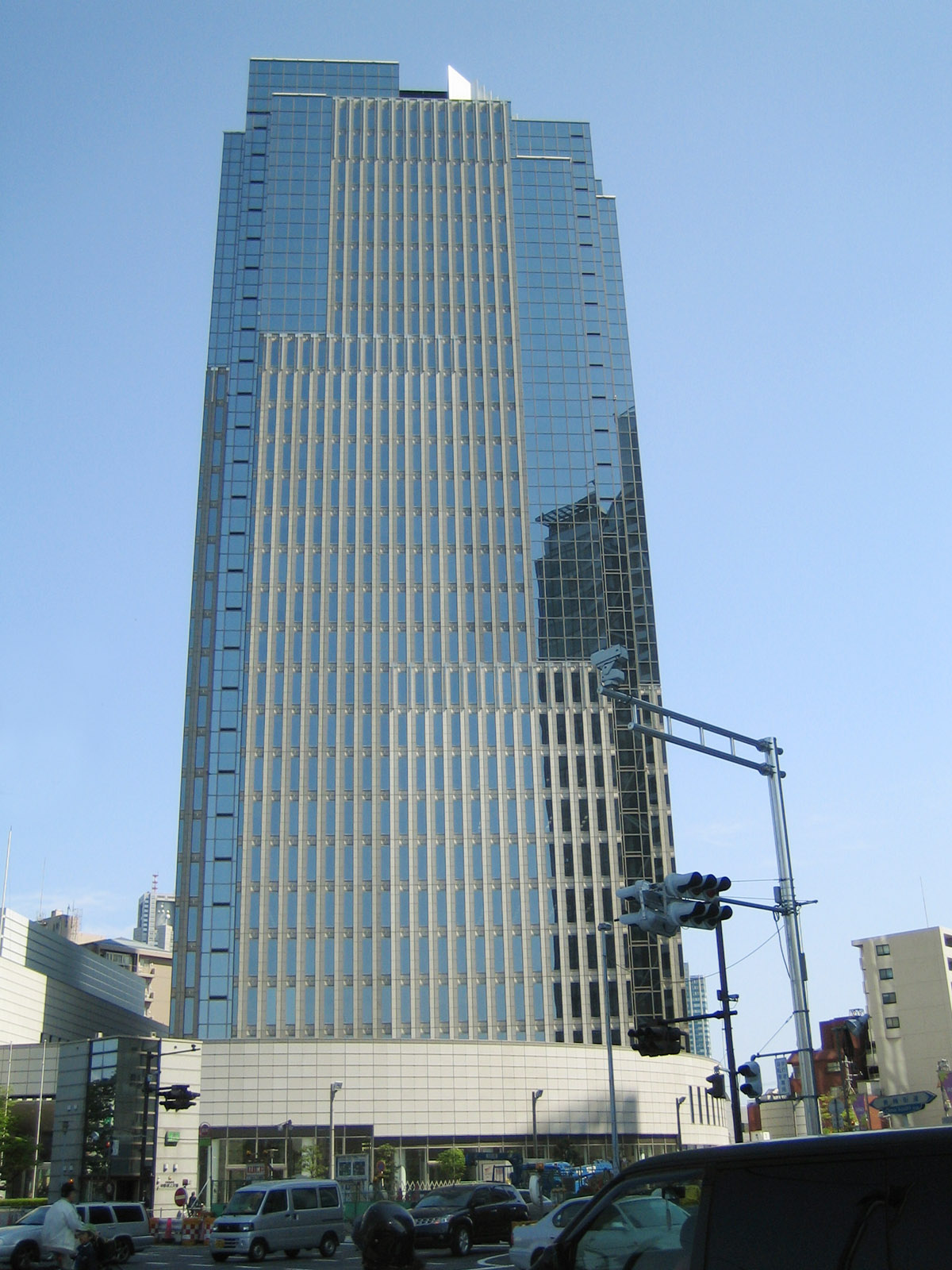
Хэрмони Скуэр
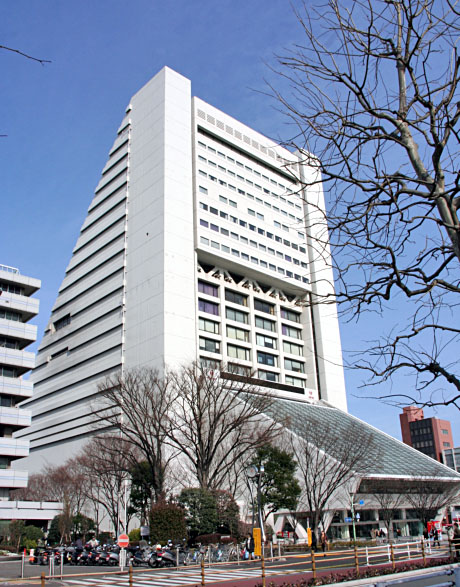
Накано Сан Плаза
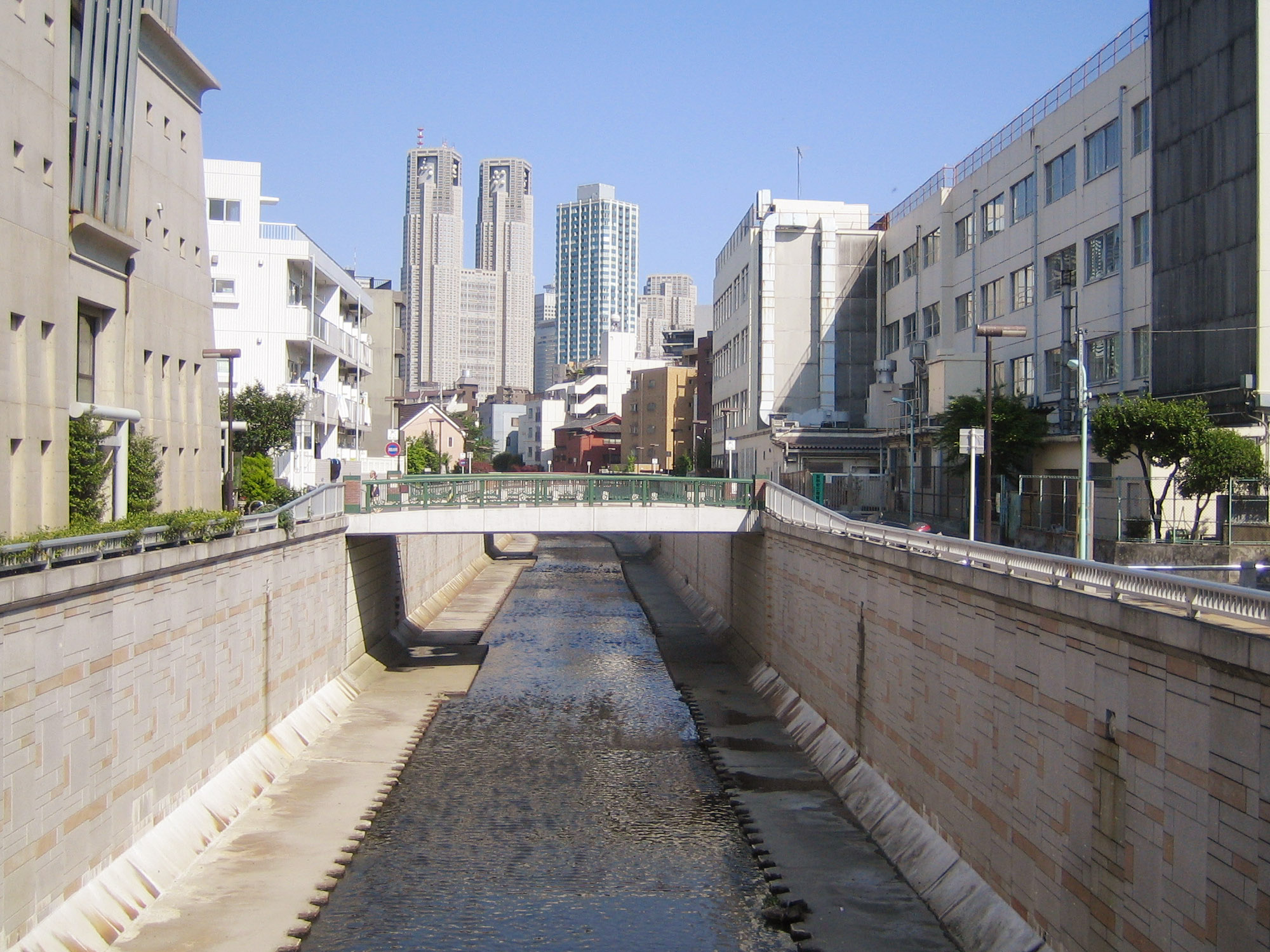
Река Канда в Накано
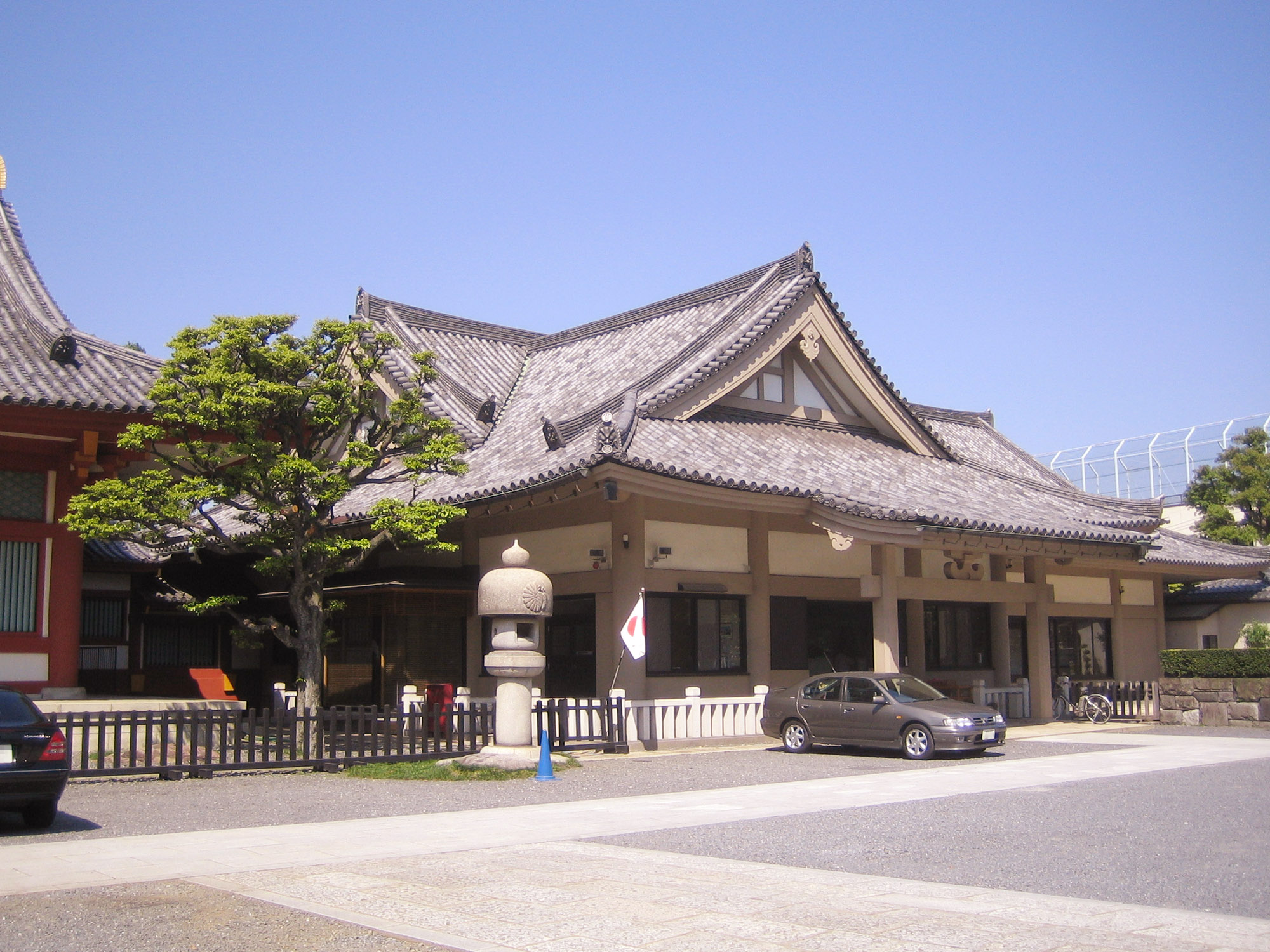
Храм Хосэндзи